# شون باركر (لاعب كرة قدم مواليد 1997)
شون باركر هو لاعب كرة قدم إيطالي في مركز الهجوم، ولد في 5 سبتمبر 1997 في رونسيجليوني في إيطاليا.

## وصلات خارجية
- شون باركر (لاعب كرة قدم مواليد 1997) على موقع قاعدة بيانات كرة القدم.إي يو (الإنجليزية)
- شون باركر (لاعب كرة قدم مواليد 1997) على موقع Soccerway.com (الإنجليزية)
- شون باركر (لاعب كرة قدم مواليد 1997) على موقع عالم كرة القدم.نت (الإنجليزية)